# Aéroport de Nîmes-Alés-Camargue-Cévennes
De luchthaven Nîmes (Frans: Aéroport de Nîmes-Alés-Camargue-Cévennes) bevindt zich op zo'n 10 km ten zuidoosten van de Franse stad Nîmes in het departement Gard. De luchthaven wordt tegenwoordig alleen nog gebruikt voor binnenlandse en internationale vluchten, nadat op 1 juli 2011 de Franse marineluchtvaartdienst zijn materieel en personeel had overgeplaatst naar andere bases. Luchthaven Nîmes wordt tegenwoordig vooral gebruikt door Ryanair dat onder andere een verbinding met Charleroi onderhoudt.